# Antonín Sládeček

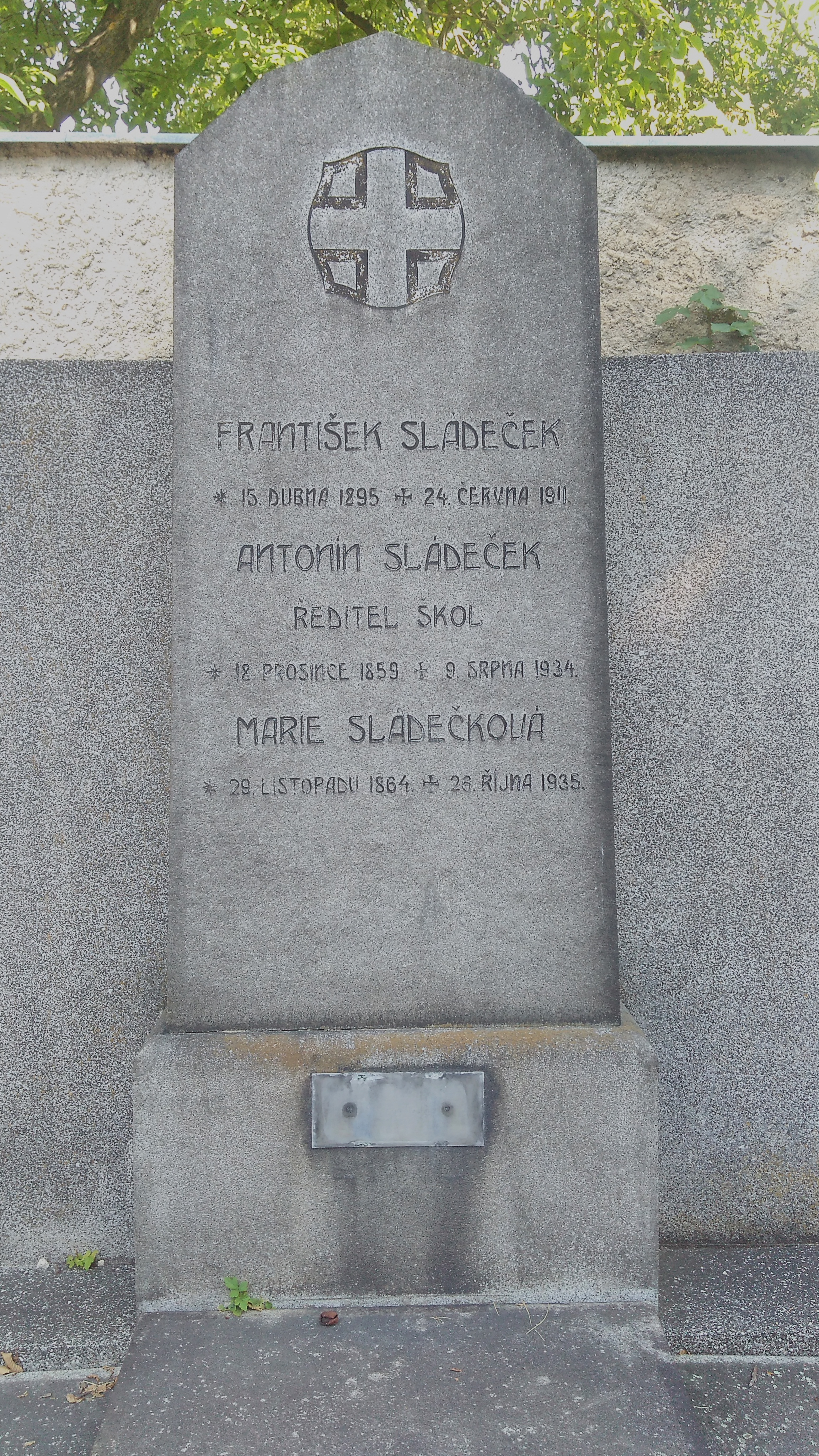
Náhrobek na Kladenském hřbitově

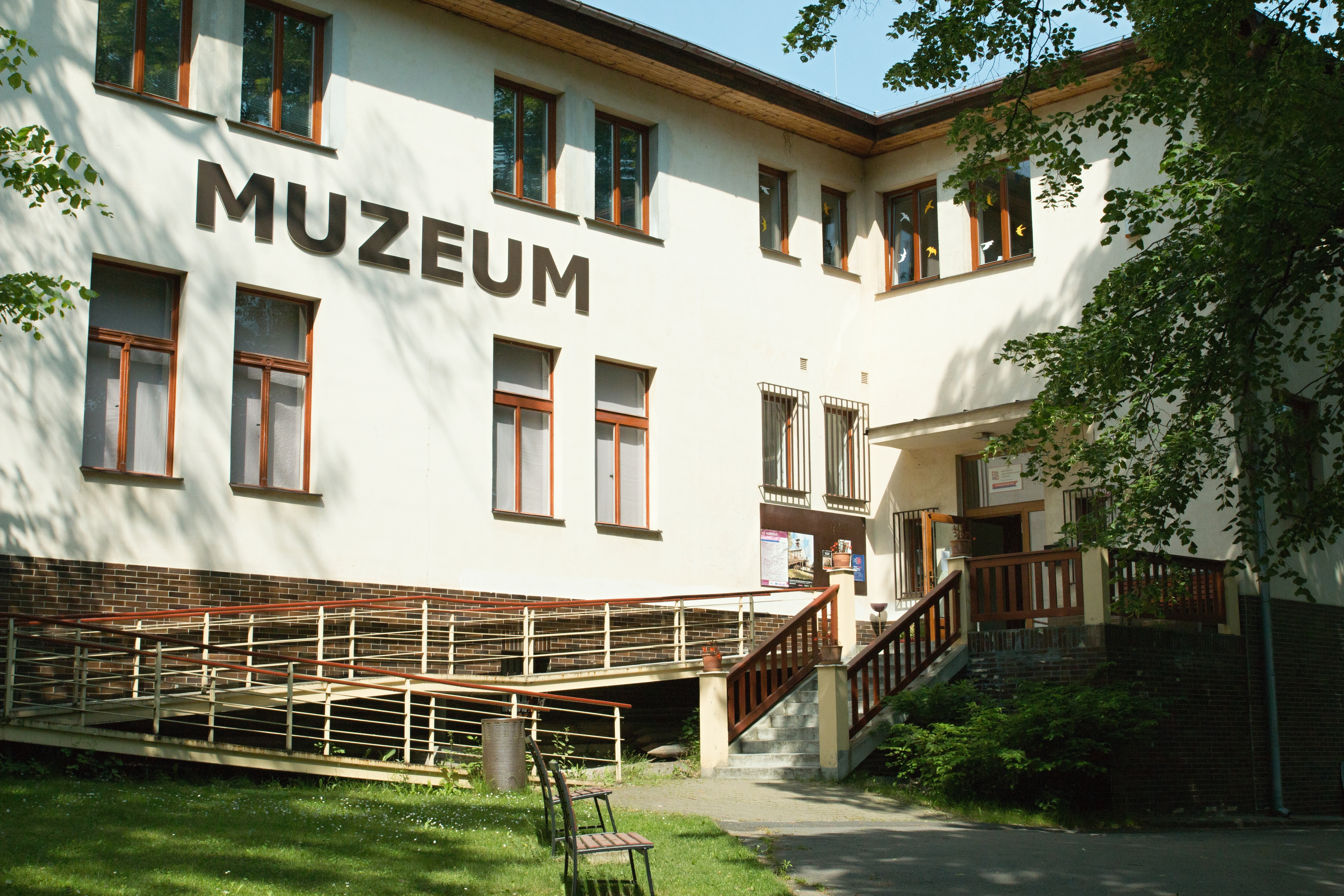
Sládečkovo vlastivědné muzeum v Kladně

Antonín Sládeček (18. prosince 1859 Dobrovice – 19. srpna 1934 Harrachov) byl učitel a ředitel dnešního Sládečkova vlastivědného muzea v Kladně, které nese jeho jméno.

## Pedagog
V letech 1879–1882 studoval na polytechnice v Praze, ale studium musel z finančních důvodů přerušit a živil se jako pedagog. Od září 1892 byl podučitelem chlapecké školy v Kladně. Kromě Kladna učil krátce na měšťanské škole v Praze - Smíchově v roce 1885. V letech 1913–1925 byl ředitelem 2. měšťanské chlapecké školy a správcem řemeslnické a živnostenské pokračovací školy v Kladně.

## Historik
Byl předsedou muzejní komise při městské radě v Kladně a iniciátorem vzniku Musejního spolku. V letech 1929–1934 ředitelem Městského muzea v Kladně, které po určitou dobu neslo jeho jméno a vrátilo se k němu opět v roce 2003. Sbírky muzea vybudoval, rozšiřoval a spravoval, pořídil také jejich soupis a usiloval o otevření muzea veřejnosti, k němuž došlo až později. Pro kulturní črty z Kladna pod názvem Obrázky z Kladna využil část starého zámeckého archivu kterou zachránil. Byl také autorem článků v regionálních časopisech s kladenskou historickou tematikou. K rodnému městu sepsal v roce 1900 obsáhlé Paměti města Dobrovice, které se dočkaly dvou dalších vydání.

## Rodina
Otec Jan, syn obuvníka Jana, byl učitelem v Dobrovici, matka Antonína se jmenovala Theresie. Antonínovi a jeho ženě Marii se na Kladně v čp. 634 v roce 1895 narodil syn František, který zemřel již v roce 1911, Antonín zemřel v roce 1934 a jeho žena Marie o rok později, všichni tři jsou společně pohřbení v Kladně.